# Daniel Cangialosi
Daniel Gustavo Cangialosi (Junín, 5 luglio 1971) è un ex calciatore argentino, di ruolo centrocampista.